# Oxynotidae
Famille
Synonymes
- Oxynotinae[1]

Les Oxynotidae sont une famille de requins comportant un seul genre.

## Description
Les requins de cette famille présentent un corps haut et comprimé et des nageoires dorsales très hautes, soutenues par un aiguillon massif.

## Liste des genres
Selon FishBase, ITIS et World Register of Marine Species (16 septembre 2021) :
- genre Oxynotus Rafinesque, 1810
  - Oxynotus bruniensis (Ogilby), 1893 — Centrine aiguille
  - Oxynotus caribbaeus (Cervigón), 1961 - Centrine des Antilles
  - Oxynotus centrina (Linnaeus), 1758 - Centrine commune
  - Oxynotus japonicus (Ka.Yano & Murofushi), 1985 - Centrine japonaise
  - Oxynotus paradoxus (Frade), 1929 - Centrine humantin

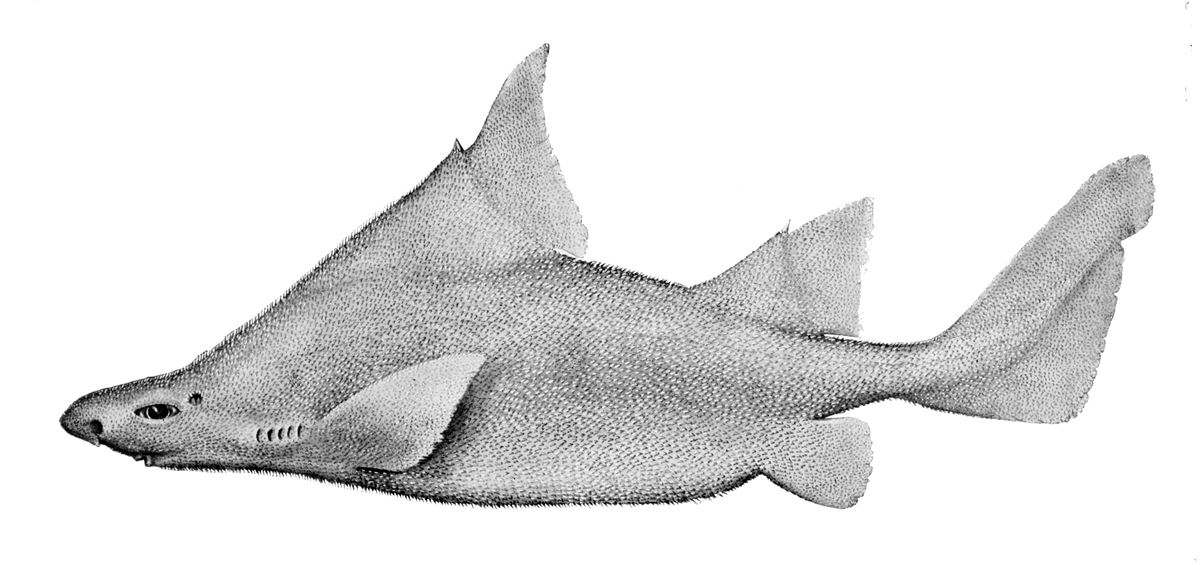
Oxynotus bruniensis
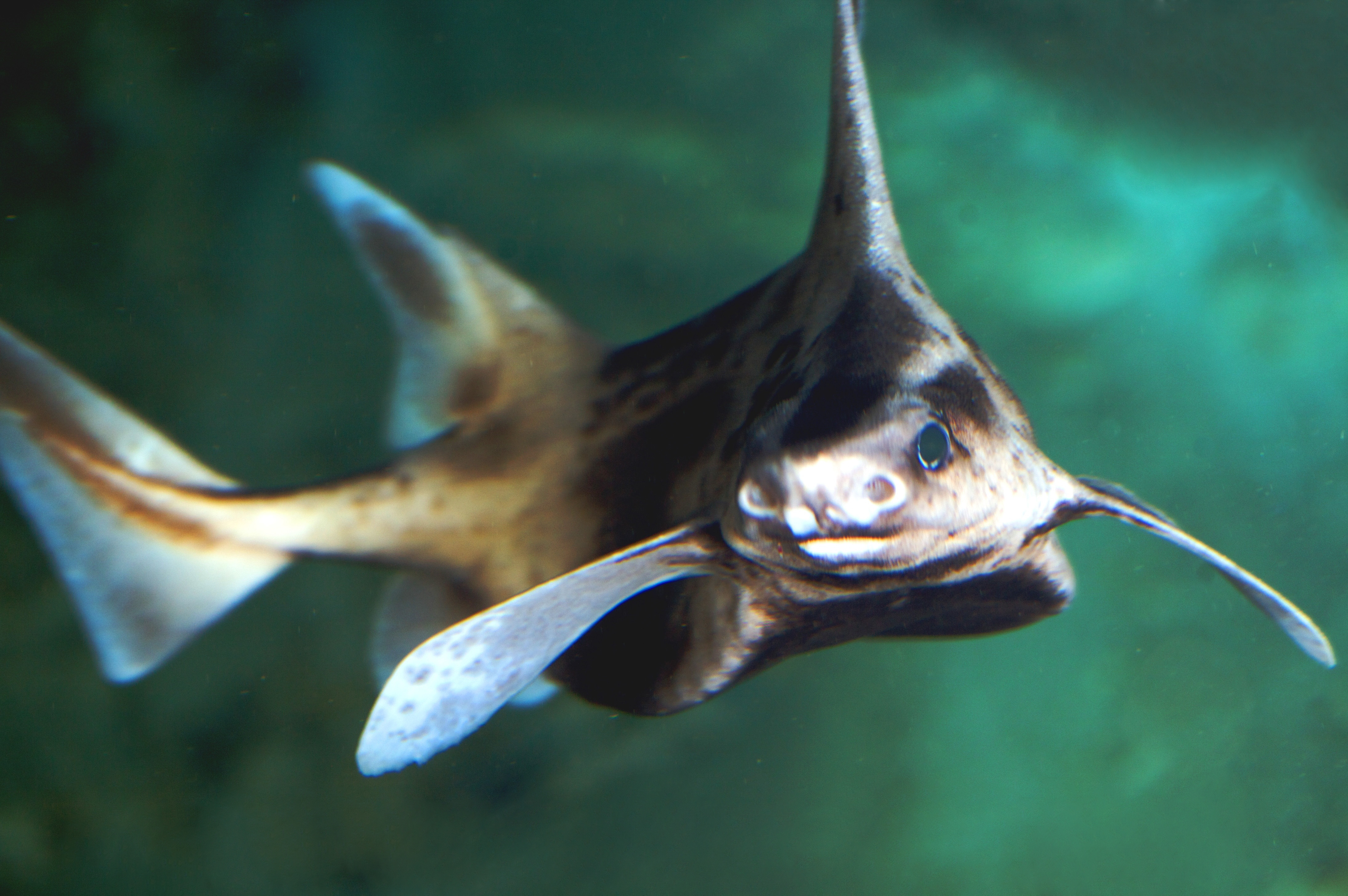
Oxynotus caribbaeus
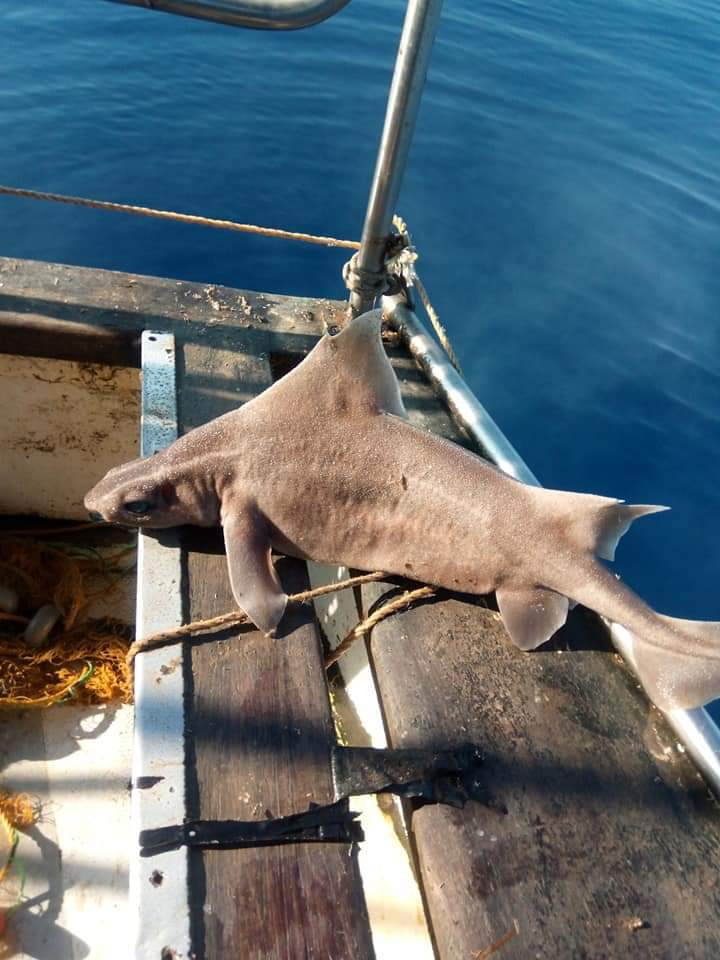
Oxynotus centrina
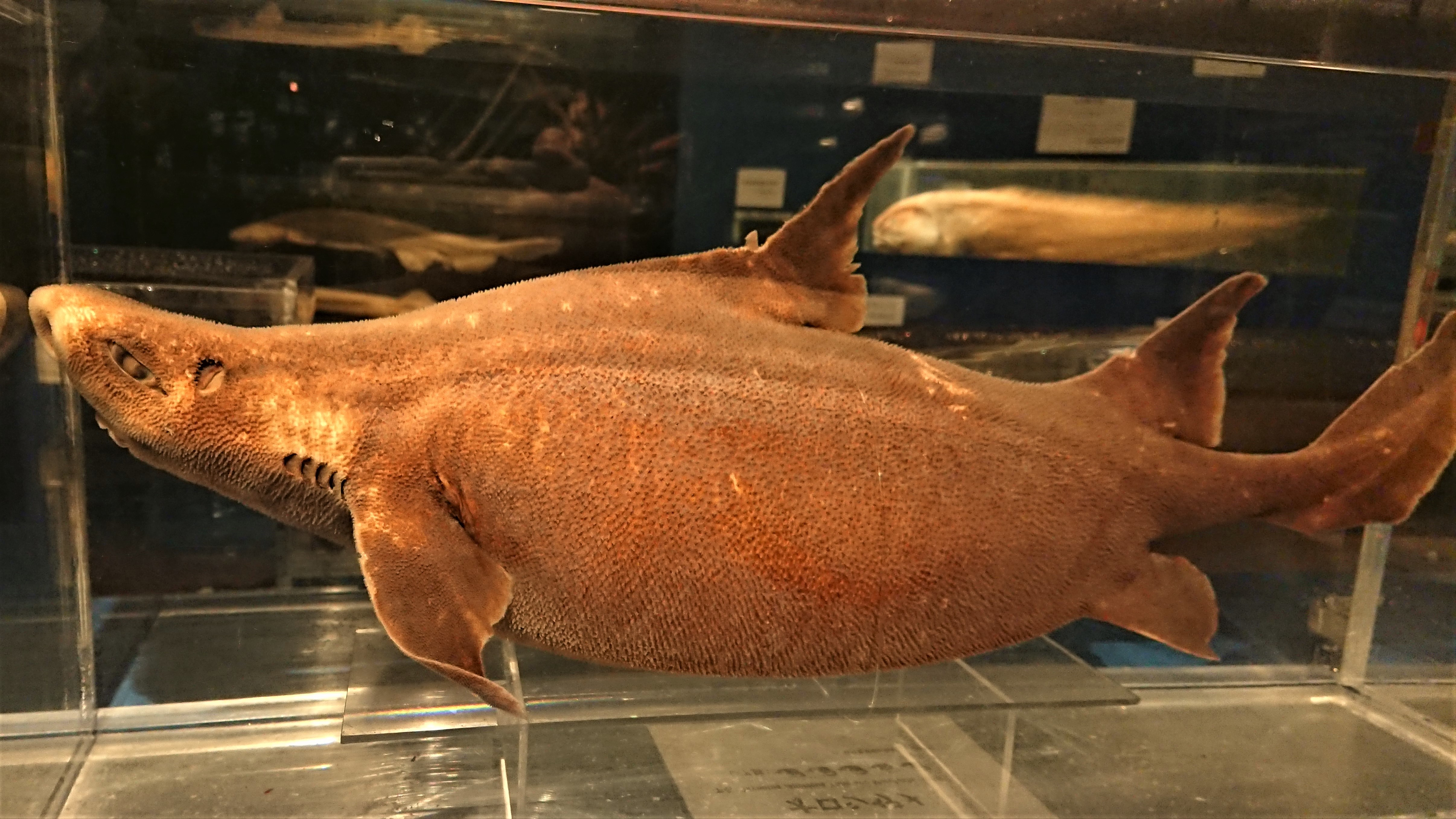
Oxynotus japonicus
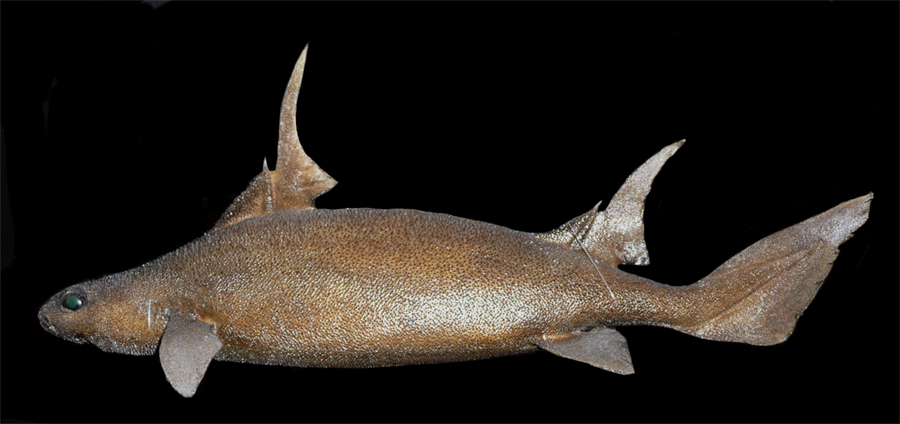
Oxynotus paradoxus